# Taenioides gracilis
A Taenioides gracilis a csontos halak (Osteichthyes) főosztályának a sugarasúszójú halak (Actinopterygii) osztályába, ezen belül a sügéralakúak (Perciformes) rendjébe, a gébfélék (Gobiidae) családjába és az Amblyopinae alcsaládjába tartozó faj.

## Előfordulása
A Taenioides gracilis előfordulási területe Madagaszkártól kezdve, Indián keresztül, egészen a Fülöp-szigetekig húzódik. Vietnámban a Mekong deltájában jelentős állománya van.

## Megjelenése
Ez a hal legfeljebb 30 centiméter hosszú. 29 csigolyája van. A Taenioides gracilisnak nincsenek pikkelyei. A hátúszója és a farok alatti úszója összenőttek a farokúszóval. Mellúszóit nem szegélyezi fekete sáv. Állkapcsában nincsenek szemfogak.

## Életmódja
Trópusi gébféle, amely egyaránt megél az édes- és brakkvízben is. A nagy folyók torkolatvidékén található meg. A homokba rejtőzködik. Tápláléka kisebb rákok és halak.

## Felhasználása
A Taenioides gracilist általában frissen árusítják.